# العمل الدعوي الإسلامي
العمل الدعوي الإسلامي أو الدعوة إلى الإسلام . بعد وفاة النبي محمد (صلى الله عليه وسلم) منذ القرن السابع فصاعداً انتشر الإسلام بسرعة كبيرة من شبه الجزيرة العربية إلى بقية العالم من خلال التجارة والاستكشاف أو الفتوحات الإسلامية .

## أوائل الإمبراطورية الإسلامية (632- 750)
بعد وفاة النبي محمد (صلى الله عليه وسلم) عام 632 م انتشر الإسلام بشكل كبير في غضون فترة قصيرة جدا والكثير من هذا حدث من خلال التوسع اللاحق للإمبراطورية الإسلامية عن طريق الفتوحات الإسلامية مثل تلك التي وقعت في شمال أفريقيا وفي وقت لاحق اسبانيا (الأندلس) ، والفتح الإسلامي لبلاد فارس والذي وضع حداً للإمبراطورية الساسانية ونشر الإسلام إلى أقصى شرق خراسان والذي ستصبح فيما بعد مهد الحضارة الإسلامية خلال العصر الذهبي الإسلامي ونقطة انطلاق نحو إدخال الإسلام إلى القبائل التركية التي تعيش في المنطقة المتاخمة لها. [بحاجة لمصدر]
اعتنق البدو المسيحيون العرب الإسلام في أعقاب معركة القادسية التي هزم فيها الساسانيين. خلال حكم عمر بن عبد العزيز والمأمون دخل الإسلام العديد من أصحاب الديانات الأخرى.

## العصر الذهبي الإسلامي (750-1250)
بعد التأسيس المبدئي للإمبراطورية الإسلامية واستقرار الحدود والنخب الحاكمة ظهرت حركات دعوية مختلفة خلال العصر الذهبي الإسلامي الذي تلا ذلك وكان الهدف الأساسى هو دعوة السكان غير المسلمين الموجودين داخل أراضى الدولة الإسلامية. [بحاجة لمصدر] هذه الحركات دعت أيضًا خارج حدود الإمبراطورية الإسلامية مستفيدة من توسيع طرق التجارة الخارجية في المقام الأول إلى الهند والمحيط الهادئ وجنوبًا حتى جزيرة زنجبار والشواطئ الجنوبية الشرقية لأفريقيا.
في بلاد فارس تم قبول الإسلام بسهولة من قبل الزرادشتيين الذين كانوا يعملون في مناصب صناعية وحرفية لأنه وفقًا للعقيدة الزرادشتية فإن هذه المهن التي تنطوي على نزع النار تجعلهم نجسين. علاوة على ذلك لم يواجه الدعاة المسلمون صعوبة في شرح العقيدة الإسلامية للزرادشتيين حيث كانت هناك العديد من أوجه التشابه بين الأديان.
في أفغانستان انتشر الإسلام بسبب الجهود الأموية الدعوية وخاصة في عهد هشام بن عبد الملك وعمر بن عبد العزيز. في عهد المعتصم كان الإسلام يمارس بشكل عام بين معظم سكان المنطقة وفي النهاية في عهد يعقوب بن الليث الصفار كان الإسلام إلى حد بعيد الديانة السائدة في كابول إلى جانب المدن الرئيسية الأخرى في أفغانستان المعاصرة.
في آسيا الوسطى شجع الدعاة المسلمون في مساعيهم للتأثير في أصحاب الديانات الأخرى على حضور صلاة المسلمين وسمحوا بتلاوة القرآن باللغة الفارسية بدلاً من اللغة العربية حتى يكون مفهوما للجميع. في وقت لاحق نشر السامانيون الذين تنحدر جذورهم من طبقة النبلاء الزرادشتية الثيوقراطية الإسلام السني والثقافة الإسلامية الفارسية في عمق آسيا الوسطى. بدأ السكان داخل مناطقها يعتنقون الإسلام بقوة وبأعداد كبيرة لا سيما في طراز في كازاخستان في العصر الحديث. حدثت أول ترجمة كاملة للقرآن إلى الفارسية في عهد السامانيين في القرن التاسع. وفقًا للمؤرخين من خلال العمل الدعوى المتحمس للحكام السامانيين جاء ما يصل إلى 30000 خيمة من الأتراك ليعتنقون الإسلام وبعد ذلك في عهد الغزنويين الذي زاد عددهم عن 55000 تحت مدرسة الفكر الحنفي.
في القرن التاسع أرسل الإسماعيليون دعاتهم في جميع أنحاء آسيا في جميع البلاد تحت مظاهر مختلفة غالباً كتجار وصوفيين. تم توجيه الإسماعيليين للتحدث إلى أصحاب الديانات الأخرى بلغتهم الأم. سافر بعض الدعاة الإسماعيليين إلى الهند وبذلوا جهودًا لجعل مذهبهم مقبولًا لدى الهندوس. على سبيل المثال فقد جسدت علي كما تجسد الآلهة العاشرة من فيشنو وكتب التراتيل وكذلك المهدي بورانا في جهودها الرامية إلى كسب المهتدين.
في عام 922 م تحولت فولغا بلغاريا إلى الإسلام خلال العمل الدعوى لأحمد بن فضلان - وهو ما كان له تأثير كبير على التاريخ اللاحق للإمبراطورية المنغولية وروسيا، حيث أن قبائل القفجاق الذين احتلوا المنطقة لاحقًا اعتنقو الإسلام في نهاية المطاف أصبح شعب التتار مسلم. [بحاجة لمصدر]

## الفتوحات المغولية (1200-1450)
كان حفيد جنكيز خان بركة خان من أوائل الحكام المغول الذين اعتنقوا الإسلام. تم اعتناقه الإسلام من قبل سيف الدين درويش وهو درويش من خوارزم. في وقت لاحق كان سلطان المماليك بيبرس هو الذي لعب دورًا مهمًا في دخول العديد من المغول من القبيلة الذهبية الحاكمة إلى الإسلام. طور بيبرس علاقات قوية مع المغول من القبيلة الذهبية ، واتخذت خطوات لسفر مغول من القبيلة الذهبية إلى مصر. أدى وصول المغول من القبيلة الذهبية الحاكمة إلى مصر إلى قبول عدد كبير من المغول بالإسلام. بحلول عام 1330 ميلادي أصبح ثلاثة من الخانات الأربعة الرئيسية للإمبراطورية المغولية مسلمين.
مع غزو الأناضول على يد الأتراك السلاجقة وجد الدعاة المسلمين أن الطريق أصبح سهلاً إلى الأراضي التي كانت في السابق تابعة للإمبراطورية البيزنطية . في المراحل الأولى من الإمبراطورية العثمانية ، كان الشكل التركي من الشامانية لا يزال يمارس على نطاق واسع في الأناضول، والتي سرعان ما بدأت تستسلم للتصوف الذي توفره الصوفية. وأصبحت تعاليم جلال الدين محمد الرومي التي هاجرت من خراسان إلى الأناضول، هي أمثلة جيدة للجانب الباطني للتصوف.

## العهد العثماني (1400-1900)
خلال الوجود العثماني في البلقان تم اتخاذ الحركات الدعوية أيضًا من قبل أفراد من الأسر الأرستقراطية المنحدرة من المنطقة، والذين تلقوا تعليمهم في القسطنطينية أو أي مدينة رئيسية أخرى داخل الإمبراطورية في المدارس الدينية الشهيرة. في معظم الأحيان أعيد هؤلاء الأفراد إلى مكانهم الأصلي حيث تم تعيينهم في مناصب مهمة في مجلس الإدارة المحلي. غالبًا ما نتج عن هذا النهج بناء المساجد و المدارس الدينية للأجيال القادمة للاستفادة منها وكذلك نشر تعاليم الإسلام. يقول توماس ووكر أرنولد أن الإسلام لم ينتشر بالقوة في المناطق الخاضعة لسيطرة السلطان العثماني .

## أفريقيا
بعد سبع سنوات من وفاة النبي محمد (صلى الله عليه وسلم) عام 632 م تقدم العرب نحو إفريقيا وفي غضون جيلين توسّع الإسلام في شمال إفريقيا وكل المغرب الأوسط. في القرون التالية سيطر المسلمون على طرق التجارة في غرب إفريقيا مما مكّن المسلمين من ممارسة النفوذ والسلطة السياسيين الهائلين. خلال عهد عمر بن عبد العزيز قيل أن حاكم إفريقيا آنذاك إسماعيل بن عبد الله تحول البربر إلى الإسلام بسبب حكمه العادل. ومن بين الدعاة البارزين الآخرين عبد الله بن ياسين الذي تسببت دعوته في دخول الآلاف من البربر للإسلام.
دخل الإسلام إلى القرن الأفريقي في وقت مبكر من شبه الجزيرة العربية بعد وقت قصير من الهجرة النبوية. حيث هاجرت مجموعة من المسلمين المضطهدين إلى الحبشة الذي كان يحكمها الملك المسيحى أصحمة النجاشي. في أواخر القرن التاسع، كتب اليعقوبي أن المسلمين كانوا يعيشون على طول الساحل الشمالي الصومالي.
على ساحل البحيرات الكبرى الأفريقية شق الإسلام طريقه إلى الداخل وانتشر على حساب الديانات الأفريقية التقليدية. هذا التوسع في الإسلام في إفريقيا لم يؤد فقط إلى تشكيل مجتمعات جديدة في إفريقيا، ولكنه أيضًا أعاد تكوين المجتمعات والإمبراطوريات الإفريقية الحالية لتكون قائمة على النماذج الإسلامية. في الواقع في منتصف القرن الحادي عشر تحولت إمبراطورية كانم التي امتد نفوذها إلى السودان إلى الإسلام. في الوقت نفسه لكن نحو غرب إفريقيا اعتنق حاكم إمبراطورية بورنو الإسلام. بما أن هذه الممالك تبنت الإسلام فقد تبعها جمهورها بعد ذلك. في إشادة بحماسة الأفارقة للإسلام صرح المستكشف في القرن الرابع عشر ابن بطوطة أن المساجد كانت مكتظة يوم الجمعة، لدرجة أنه ما لم يذهب أحد مبكراً كان من المستحيل إيجاد مكان للجلوس.
في القرن السادس عشر اعتنقت إمبراطورية وداي ومملكة كانو الإسلام، وفي وقت لاحق من القرن الثامن عشر، بذلت خلافة صكتو في نيجيريا بقيادة عثمان دان فوديو جهودًا كبيرة في نشر الإسلام. كان انتشار الإسلام نحو وسط وغرب إفريقيا بارزاً. في السابق كانت العلاقة الوحيدة لمثل هذه المناطق بالدين الإسلامى من خلال التجارة عبر الصحراء والتي تصل حتى إمبراطورية مالي والتي تتألف في الغالب من القبائل الأفريقية والبربرية كدليل قوي على الأسلمة المبكرة لمنطقة جنوب الصحراء الكبرى. توسعت البوابات بشكل بارز لتشمل طرق التجارة المذكورة أعلاه عبر الشواطئ الشرقية للقارة الأفريقية. مع الاستعمار الأوروبي لأفريقيا كان الدعاة المسلمين في منافسة تقريبا مع المبشرين المسيحيين الأوروبيين العاملين في المستعمرات. الإسلام هو حاليا ثاني أكبر ديانة في أفريقيا  ويتركز بشكل رئيسي في شمال وشمال شرق أفريقيا ، وكذلك منطقة الساحل .

## جنوب آسيا

### النشاط الدعوى المبكر (750-1550)
لعب الدعاة المسلمون دورًا رئيسيًا في انتشار الإسلام في الهند حيث قام بعض الدعاة بأدوارهم كتجار.[بحاجة لمصدر] على سبيل المثال في القرن التاسع أرسل الإسماعيليون الدعاة عبر آسيا في جميع الاتجاهات تحت أشكال مختلفة، غالبًا كتجار وصوفيين. وفقًا لابن بطوطة شجع الخلجيون على اعتناق الإسلام. خلال سيطرة إختيار الدين بختيار خيلجي على البنغال، حقق الدعاة المسلمون في الهند نجاحهم الأكبر من حيث عدد المعتنقين إلى الإسلام.

### عهد الإمبراطورية المغولية (1550-1750)
تلقى الدعاة المسلمون في جميع أنحاء الهند دفعة معنوية كبيرة مع تشكيل إمبراطورية المغول في شمال الهند في القرن السادس عشر. ومع ذلك تطورت الإمبراطورية إلى نعمة مختلطة للعمل الدعوى الإسلامي حيث اتخذ حكامها الأقوى نظرة عكسية تمامًا للدين. في البداية اختار جلال الدين أكبر أن يتبع شكلاً من أشكال الحوار بين الأديان يتناقض إلى حد ما مع آراء رجال الدين التقليديين وهي حيلة كان من المفترض أن ينقلب عليها حفيده الأكبر أورانكزيب بعد نصف قرن.

### خلال الحقبة الاستعمارية (1750-1947)
مع تراجع المغول والأغلبية الساحقة من الأراضي المسلمة تحت حكم القوى الاستعمارية الأوروبية، واجه النشاط الدعوى الإسلامي تحديا جديدا في مواجهة المبشرين المسيحيين الذين وصلوا مع الحكام الاستعماريين. قيل إن الكثير من الحماسة الدعوية الإسلامية في الهند نشأت لمواجهة النزعات المعادية للمسلمين من المبشرين المسيحيين ، وبالتالي فإن الجهد الدعوى الإسلامي كان دفاعًا وليس للدعوة المباشرة. تسبب تأثير المدارس المسيحية في اهتمام كبير بين المسلمين الهنود وجنوب آسيا الأصغر سنا لدراسة عقيدتهم، مما أثار الحماس الديني. علاوة على ذلك، فقد تبنى بعض المسلمين أساليب نشر المبشرين المسيحيين مثل الوعظ في الشوارع.

### العصر الحديث (1947 حتى الآن)
بعد استقلال باكستان في عام 1947 كان هناك إحياء الدعوة في البلاد. حولت دعوة دين محمد شيخ أكثر من 110,000 هندوس إلى الإسلام في باكستان.

## جنوب شرق آسيا

### إندونيسيا
يعتقد أن الإندونيسيين الأوائل الذين اعتنقوا الإسلام قاموا بذلك منذ أوائل القرن الحادي عشر، على الرغم من أن المسلمين قد زاروا إندونيسيا في وقت مبكر من العصر الإسلامي. كان انتشار الإسلام مدفوعًا بزيادة الروابط التجارية خارج الأرخبيل بشكل عام، كان التجار وملوك الممالك الكبرى أول من تبنى الديانة الجديدة. الممالك المهيمنة شملت ماتارام في جاوة الوسطى وسلطنة تيرنيت وتيدور في جزر مالوكو من الشرق. بحلول نهاية القرن الثالث عشر كان الإسلام قد أنشئ في شمال سومطرة بحلول القرن الرابع عشر في شمال شرق مالايا وبروناي وجنوب الفلبين وبين بعض الخدم في جاوة الشرقية؛ والخامس عشر في ملقا وغيرها من المناطق في شبه جزيرة الملايو. من خلال الاستيعاب حل الإسلام محل الهندوسية والبوذية كدين سائد في جاوة وسومطرة بحلول نهاية القرن السادس عشر. في هذا الوقت احتفظت بالي فقط بأغلبية هندوسية وظلت الجزر الخارجية عابرة إلى حد كبير لكنها ستتبنى الإسلام والمسيحية في القرنين السابع عشر والثامن عشر.

### ماليزيا
دخل الإسلام أيضًا إلى ماليزيا من قبل التجار المسلمين الهنود في القرن الثاني عشر الميلادي. من الشائع أن الإسلام وصل لأول مرة إلى شبه جزيرة الملايو منذ السلطان مظفر شاه الأول (القرن الثاني عشر).

### الصين
مسلمو الهوي هم الأغلبية المسلمة في الصين. يتواجدون بشكل كبير في إقليم شينجيانغ حيث يوجد عدد كبير من الأويغور. يوجد عدد أقل من السكان المهمين في مناطق نينغشيا وقانسو وتشينغهاي. تقدر المصادر المختلفة أعدادًا مختلفة من أتباعها، وتشير بعض المصادر إلى أن 1-3٪ من إجمالي السكان في الصين هم من المسلمين.
معظم السكان المسلمين في الصين لم تكن نتيجة للنشاط الدعوى ولكن بسبب الروابط التجارية التي أقيمت بين مختلف الخلافة الإسلامية مع مختلف السلالات الصينية على مر القرون. بالإضافة إلى ذلك، غالباً ما يشجع الحكام الصينيون ازدهار مجتمعات الأقليات المسلمة كحواجز ضد الأعداء الصينيين المحليين وكمصدر للمجندين العسكريين الموالين.
وفقًا للروايات الأسطورية التقليدية للمسلمين الصينيين، تم تقديم الإسلام لأول مرة إلى الصين في الفترة من 616-18 بعد الميلاد من قبل صحابة النبي محمد: سعد بن أبي وقاص ووهب بن أبى كبشة وصحابة أخرى. قد يكون وهب أبي كبشة نجل الحارث بن عبد العزة المعروف أيضًا باسم أبى كبشة. ويلاحظ في روايات أخرى أن الوهاب أبو كبشة وصل إلى كانتون عن طريق البحر في 629 م.
عاد سعد بن أبي وقاص ، إلى جانب ثلاثة صحابيين، وهم سهيلة أبو عرجا وعويس القراني وحسن بن ثابت ، إلى الصين من شبه الجزيرة العربية في عام 637 م على طريق يونان-مانيبور-شيتاغونغ، ثم وصلوا إلى الجزيرة العربية عن طريق البحر. بعض المصادرترجح تاريخ إدخال الإسلام في الصين إلى 650 م، والثالث من الإقامة لسعد بن أبي وقاص،  عندما تم إرساله كمبعوث رسمي الإمبراطور غاوزونغ من تانغ خلال عهد الخليفة عثمان.

## أوروبا
ينقسم النشاط الدعوى الإسلامي داخل حدود أوروبا إلى أربع مراحل مختلفة.

### العصور الوسطى في اسبانيا
تغطي المرحلة الأولى فترة الفتح الإسلامي لشبه الجزيرة الأيبيرية من 711 إلى 1031. في أعقاب هذا الفتح، روج الأمويون في قرطبة للإسلام في أقاليمهم التي تم فتحها حديثًا فيما يعرف اليوم بالدول الأوروبية الحديثة في إسبانيا والبرتغال. تحولت أعداد كبيرة من السكان المحليين إلى الإسلام نتيجة لذلك.

### خلال الحروب الصليبية
تغطي المرحلة الثانية فترة الحروب الصليبية من عام 1095 إلى عام 1291 على طول الحدود الشرقية لأوروبا، حيث حدث نشاط دعوى إسلامي ضئيل أو معدوم في أوروبا بسبب النزاع المستمر بين أوروبا المسيحية والخلافة الإسلامية المجاورة.

### في أوروبا الشرقية
تغطي المرحلة الثالثة الفترة من عام 1362 إلى عام 1926 في أوروبا الشرقية بعد إنشاء الخلافة العثمانية . سمح غزو العثمانيين للمناطق المهمة في أوروبا الشرقية للدعاة المسلمين بالعمل الآن في مناطق مسيحية صارمة داخل أوروبا. أصبحت بعض المناطق مسلمة بالكامل مثل الدول الأوروبية الحديثة في ألبانيا والبوسنة .

### في أوروبا الغربية
مع وجود الخلافة العثمانية في صراع عسكري مستمر على ما يبدو مع أوروبا الغربية على حدودها المشتركة، كان النشاط الدعوى في أوروبا الغربية غير موجود فعليًا حتى التغيير الدراماتيكي للخريطة السياسية الأوروبية في القرن العشرين. هذا إلى جانب تراجع الإمبراطورية العثمانية في الإطار الزمني نفسه مهد الطريق لهجرة جماعية لاحقة للشعوب المسلمة من العالم الإسلامي إلى أوروبا الغربية بعد الحرب العالمية الأولى . مع وصول هؤلاء المهاجرين الجدد سرعان ما تبع ذلك النشاط الدعوى الإسلامي في أوروبا الغربية.

## أمريكا الشمالية

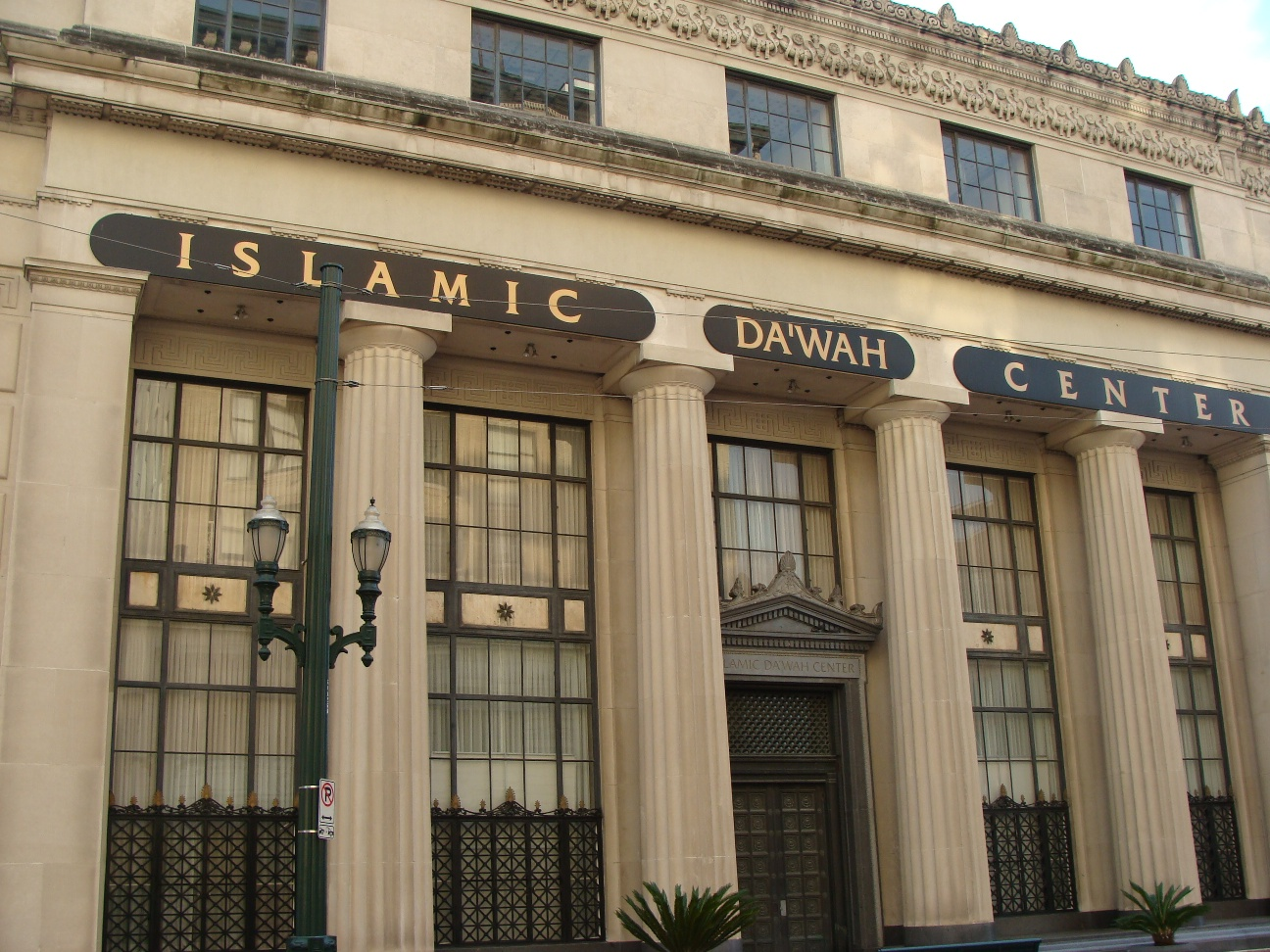
مركز الدعوة الإسلامية في هيوستن ، تكساس

زاد عدد السكان المسلمين في الولايات المتحدة بشكل كبير منذ عام 1950، حيث كان النمو بسبب اعتناق الإسلام إلى جانب الهجرة. يمكن أن يعزى اعتناق معظم المتحولين في أمريكا الشمالية إلى الإسلام إلى العديد من الأنشطة الدعوية المتميزة والعمل الخيرى والتكافلي.

### أمة الإسلام
كانت جهود جماعة أمة الإسلام السوداء المتفوقة لتجنيد أعضاء بها أضخم مثال على النشاط الدعوى الإسلامي في الولايات المتحدة. على الرغم من اعتبارها فرعًا زنديقًا للإسلام، خلال الخمسينيات والستينيات كانت أمة الإسلام هي المصدر الرئيسي للمعلومات عن الإسلام المتاحة لمعظم الأميركيين. على هذا النحو، كانت أمة الإسلام هي العامل الوحيد الأكثر أهمية وراء التبني الواسع النطاق اللاحق للإسلام السني في المجتمع الأمريكي الأفريقي. استمر العديد من أعضاء «أمة الإسلام» السابقين في أن يصبحوا شخصيات بارزة في الوجود الإسلامي الأميركي الإفريقي الكبير في أمريكا الشمالية، مثل مالكولم إكس ، ومحمد علي ، وابن مؤسس أمة الإسلام محمد إيليا محمد واريث دين محمد . [بحاجة لمصدر]

### المهاجرين المسلمين والآثار الدعوية
حدثت دفعة كبيرة للعمل الدعوى الإسلامي في أمريكا الشمالية عندما بدأت أعداد كبيرة من المهاجرين المسلمين المتعلمين المحترفين وكذلك طلاب التعليم العالي الباحثين عن التعليم في الوصول إلى كندا والولايات المتحدة في أوائل السبعينيات.
تزامن وصول هؤلاء المهاجرين الجدد مع فضول متزايد حول الإسلام بين الجمهور الأمريكي في أواخر سبعينيات القرن الماضي، في أعقاب الأحداث السياسية في العالم الإسلامي والتي كانت حتى هذه النقطة غير مرئية إلى حد ما من وعي الرأي العام الأمريكي. ومع ذلك، فإن أزمة النفط في الشرق الأوسط عام 1973 ، والثورة الإيرانية في عام 1979، والتي أعقبتها بداية الحرب السوفيتية - الأفغانية في عام 1980، زادت بشكل كبير صورة الإسلام والمسلمين في وسائل الإعلام في أمريكا الشمالية. كانت الموجة الجديدة من المهاجرين المسلمين في وضع جيد لبدء مجموعة متنوعة من الجهود الدعوية الصغيرة في مجتمعاتهم لإبلاغ إخوانهم الأميركيين عن دينهم.

### نظم السجون
نظام السجون الأمريكي هو جبهة دعوية أكثر حداثة حيث فتح تشجيع الدراسة الدينية وسيلة للمسلمين للترويج لدينهم. هناك اتجاه متزايد نحو توظيف الدعاة المسلمين المتفرغين لتلبية عدد متزايد من السجناء المسلمين  في المناطق الحضرية الكبيرة. يدعي مايكل وولر أن السجناء المسلمين يشكلون ما بين 17-20 ٪ من نزلاء السجون في نيويورك، أو حوالي 350,000 نزيل في عام 2003 كما يدعي أن 80 ٪ من السجناء الذين «يجدون الإيمان» أثناء وجودهم في السجن يعتنقون الإسلام.

### العمل الدعوي الممول من السعودية
مع ازدياد عدد السكان المسلمين في أمريكا الشمالية بحلول أواخر الثمانينيات شهدت العديد من المنافذ الدعوية فرصة لتلقي تمويل لعملهم الدعوي من مختلف المؤسسات الدينية التي تتخذ من السعودية مقراً لها فضلاً عن المواطنين السعوديين المؤثرين. هذه الظاهرة، التي ازدهرت على مدار عقد التسعينيات من القرن الماضي، وصلت إلى نهايتها المفاجئة في أعقاب أحداث 11 سبتمبر . بعض الأعمال المنجزة في ذلك الوقت تشمل: [بحاجة لمصدر]
- التوزيع الشامل لدليل مصور موجز لفهم الإسلام
- التوزيع الشامل لكامل ترجمة عبدالله يوسف علي للقرآن الكريم . عشرات الآلاف من إصدارات منشورات الأمانة الأمريكية متاحة مجانًا في المنافذ الدعوية عبر أمريكا الشمالية خلال التسعينيات. طُبعت هذه الكتب تحت رعاية جمعية اقرأ الخيرية بجدة، المملكة العربية السعودية .
- إصدار العديد من المنح الدراسية، وخاصة للمتحولين من أصول إفريقية خلال أوائل التسعينيات، لدورات دراسية من سنتين إلى خمس سنوات للدراسات الإسلامية في مختلف الجامعات الإسلامية في المملكة العربية السعودية .
- دعم الجهود المحلية في بناء المساجد. يمثل مسجد الملك فهد في مدينة كولفر سيتي بكاليفورنيا والمركز الثقافي الإسلامي في روما اثنين من أكبر استثمارات المملكة العربية السعودية في المساجد الأجنبية، حيث ساهم الملك السعودي السابق فهد بن عبد العزيز آل سعود بمبلغ 8 ملايين دولار أمريكي و 50 مليون دولارًا أمريكيًا [30] في المسجدين على التوالي.

### النشاط الدعوي من قبل الدعاة المختصين
مع تزايد عدد السكان المسلمين في أمريكا الشمالية، ظهر عدد من الدعاة المتخصصين مع التركيز بشكل أساسي على العمل الدعوي في أمريكا الشمالية. أكثر الدعاة المسلمين شهرةً هم: [بحاجة لمصدر]
- أحمد ديدات : الداعية الجنوب أفريقي الذي زار أمريكا الشمالية في عدة مناسبات في الثمانينيات من القرن الماضي لمناقشة المعاصرين المسيحيين ومحاضرة عن الحوار المسيحي الإسلامي.
- جمال بدوي : أستاذ كندي مصري، نشط بنشاط في الحوار المسيحي الإسلامي منذ أكثر من 30 عامًا.
- شبير علي : متحدث دولي وداعية نشط للغاية في برنامجه التلفزيوني الأسبوعي الذي يبث في كندا.
- ذاكر نايك : من الهند هو مؤسس منظمة دعوية شاسعة، مؤسسة البحث الإسلامي (IRF) ، وتحت رعايته ينتج العديد من المواد الدعوية السمعية والبصرية للتوزيع في جميع أنحاء العالم. وغالبا ما يدعو المسلمين الجدد المعروفين في أمريكا الشمالية لجولات التحدث إلى الهند.
- بلال فيليبس : الذي اعتنق الإسلام أصلاً من كندا أحد أقدم وأشهر الشخصيات العامة التي تتحدث عن الموضوعات الدعوية في أمريكا الشمالية. وقد نشر العديد من الكتب حول الإسلام، والدراسات الإسلامية للمسلمين الجدد على مدى السنوات الثلاثين الماضية لتكملة وعظه العلني.
- يوسف إستس : قس بروتستانتى سابق والذي أصبح الآن «داعيًا أمريكيًا مسلمًا» نشطًا جدًا في العمل الدعوي مع التركيز بشكل خاص على النشاط الدعوي عبر الإنترنت.

### الأثر الدعوي للمشاهير المسلمين
بفضل القوة التي تؤكدها ثقافة المشاهير في أمريكا الشمالية أدى وجود العديد من المسلمين الجدد البارزين من مشاهير الرياضة والفنون إلى نتائج دعوية غير مقصودة ولكنها مهمة. [بحاجة لمصدر]
- محمد علي : كان محمد علي إلى حد بعيد أكبر المشاهير المسلمين في الوعي العام الأمريكي ليس فقط كشخصية رياضية بارزة ولكن أيضًا لشخصيته الأكبر من الحياة. في الأصل كان عضوًا في أمة الإسلام، وبعد ذلك انتقل إلى الإسلام السني وأصبح داعيا مسلمًا نشطًا بعد إصابته بمرض الشلل الرعاش. من المعروف أنه ينقل في كثير من الأحيان مواد عن الإسلام للجماهير وعامة الناس عندما يتم الاتصال به في المطارات والمطاعم والأماكن العامة الأخرى.
- مالكولم إكس الوجه العام لأمة الإسلام خلال جزء كبير من أواخر الخمسينيات وأوائل الستينيات من القرن الماضي، تم تحديده كواحد من أهم القادة الأميركيين من أصول إفريقية في القرن الماضي. وبصرف النظر عن شهرته فقد ساهم بشكل مباشر في النشاط الدعوي الإسلامي في أمريكا الشمالية من خلال كتابه "السيرة الذاتية لمالكولم إكس" الذي أطلقت عليه مجلة تايم في عام 1998، باعتباره أحد أكثر عشرة كتب غير روائية تأثيراً في القرن العشرين.
- كريم عبد الجبار : الذي كان في الأصل فرديناند لويس أركندور كان لاعب كرة سلة محترفًا اعتنق الإسلام وبعد اعتناق الإسلام. عند تغيير اسمه إلى كريم عبد الجبار بقى في دائرة الضوء لأكثر من عقد من الزمان بعد مسيرته الاحترافية في ردهة مشاهير كعضو في فرق لوس أنجلوس ليكرز متعددة الألقاب التي فازت ببطولة لوس أنجلوس ليكرز في الثمانينيات.
- يوسف إسلام : المعروف أصلاً باسم كات ستيفنز وهو موسيقي إنجليزى له العديد من الأغانى المشهورة والناجحة وقد حققت مبيعات ألبوماته ما يقارب من 60 مليون نسخة بينما كان لا يزال في العشرينات من عمره اعتنق الإسلام في عام 1977 بعد سنوات من الصحوة الروحية وتخلّى في البداية عن مسيرته الموسيقية تمامًا ولم يتغير فقط اسمه ولكن أيضا توجه إلى نشاط الترويج للإسلام في الأماكن العامة بعد ذلك.
- حكيم أولاجوون : لاعب كرة السلة النيجيري الأمريكي البارز الذي فاز ببطولة الدوري الاميركي للمحترفين مرتين في 1994-1995 كعضو في فريق هيوستن روكتس اعترف علناً بتجدد الاهتمام بجذوره الإسلامية في وقت مبكر من مسيرته المهنية كما مثل فريق الولايات المتحدة الوطني لكرة السلة في الألعاب الأولمبية ، كمواطن أمريكي خلال الجزء الأخير من حياته المهنية.